# NGC 1974
NGC 1974 是剑鱼座的一個星系。為詹姆士·丹露帕於1826年11月6日發現的一個星系。